# Râul Cotmeana
Râul Cotmeana este un curs de apă, afluent al râului Vedea. 

## Hărți
- Harta Județul Argeș

1. ↑  Geographic Names Server, 11 iunie 2018